# Списак музеја у Републици Српској
Списак музеја у Републици Српској је азбучни приказ музеја по градовима у којима се они налазе, а у којима је на музеолошки начин приказана културне и историјске баштина, из различитих периода суживота свих народа који су живели и/или данас живе на овом простору.

## Бањалука
- Музеј Републике Српске, Ђуре Даничића бр.1
- Музеј савремене умјетности Републике Српске, Трг српских јунака бр. 2
- Музеј позоришних лутака Републике Српске Ђуре Даничића бр.1
- Музеј Отаџбинског рата, касарна Козара

## Бијељина
- Музеј Семберије, Карађорђева бр. 2

## Билећа
- Завичајни музеј Билећа, улица Дворишта

## Градишка
- Завичајни музеј у Градишци, улица Доктора Младена Стојановића бр. 16

## Добој
- ЈУ Музеј у Добоју, Видовданска бр. 4

## Милићи
- Музеј рударства

## Козарска Дубица
- Спомен подручје Доња Градина, Доња Градина, Демировац

## Зворник
- Музејска збирка, улица Светог Саве

## Пале
- Цековића кућа[1]

## Приједор
- Музеј Козаре, улица Николе Пашића
- Музеј Отаџбинског рата, у касарни Жарко Згоњанин на Уријама
- Спомен кућа породице Стојановић (депанданс Музеја Козаре), улица Др Младена Стојановића
- Музеј, Мраковица, Козара

## Требиње
- Музеј Херцеговине Требиње, Стари град бр. 59

## Фоча
- Музеј Старе Херцеговине, Краља Петра бр. 11
- Спомен кућа битке на Сутјесци, Тјентиште, Сутјеска

## Скелани
- Археолошки музеј „Римски муниципијум“

## Рудо
- Музеј Прве пролетерске бригаде у Рудом

## Галерија
- Музеј Републике Српске
- Музеј савремене умјетности Републике Српске, 2008.
- ЈУ Музеј у Добоју, 2023.
- ЈУ Музеј Семберије у Бијељини, новембар 2024.